# نادي كاسي كارنو
نادي كاسي كارنو (بالفرنسية: Stade Olympique Cassis Carnoux)‏ نادي كرة قدم فرنسي يلعب في دوري الدرجة الوطنية . تم تأسيس النادي في سنة 2002 .